# Papiernia (Kielce)
Pour les articles homonymes, voir Papiernia.
Papiernia est une localité polonaise de la gmina de Raków, située dans le powiat de Kielce en voïvodie de Sainte-Croix.